# Saint-Laurent-sur-Oust
Saint-Laurent-sur-Oust (tiếng Breton: Sant-Laorañs-Graeneg) là một xã ở tỉnh Morbihan trong vùng Bretagne tây bắc Pháp. Xã này có diện tích 3,88 km², dân số năm 1999 là 271 người. Khu vực này có độ cao từ 7-97 mét trên mực nước biển.
Cư dân của Saint-Laurent-sur-Oust danh xưng trong tiếng Pháp là Laurentins.